# Sarcophaga hokurikuensis
Sarcophaga hokurikuensis är en tvåvingeart som beskrevs av Hori 1955. Sarcophaga hokurikuensis ingår i släktet Sarcophaga och familjen köttflugor. Inga underarter finns listade i Catalogue of Life.